# روسنگر
بقایای روسنگر مربوط به دوره ساسانیان - سده‌های اولیه دوران‌های تاریخی پس از اسلام است و در شهرستان دره‌شهر، بخش مرکزی، دهستان زرین دشت، ۵۰۰ متری جنوب روستای پلنگ آباد واقع شده و این اثر در تاریخ ۳۰ بهمن ۱۳۸۶ با شمارهٔ ثبت ۲۱۰۲۵ به‌عنوان یکی از آثار ملی ایران به ثبت رسیده است.